# 拉比诺维奇-法布里康特方程
拉比诺维奇-法布里康特方程(Rabinovich-Fabrikant equations)是 1979年苏联物理学家拉比诺维奇和法布里康特提出模拟非平衡介质自激波动的非线性常微分方程组：
{\displaystyle {\dot {x}}=y(z-1+x^{2})+\gamma x\,}
{\displaystyle {\dot {y}}=x(3z+1-x^{2})+\gamma y\,}
{\displaystyle {\dot {z}}=-2z(\alpha +xy),\,}
其中 α, γ 是控制系统的参数.

拉比诺维奇-法布里康特方程 3D动画 γ=0.803...0.917

拉比诺维奇-法布里康特图2 t<20 动画γ=0.803...0.917

拉比诺维奇-法布里康特图3 t>20 动画γ=0.803...0.917

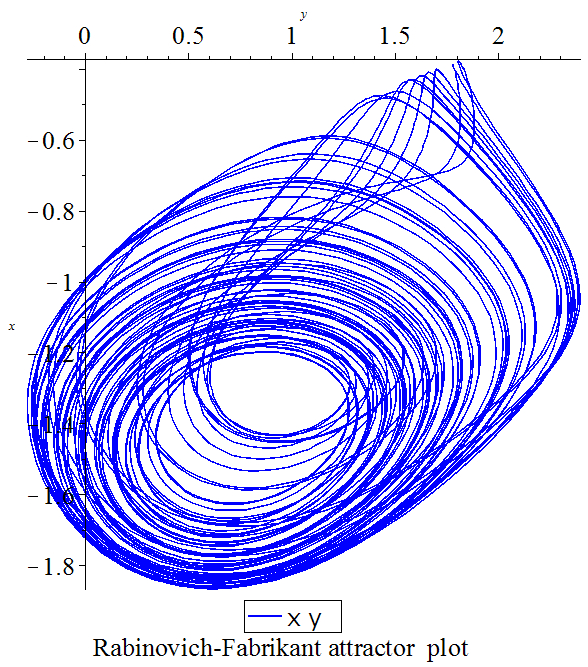
拉比诺维奇-法布里康特吸引子 xy 相图alpha = 1.1, gamma = .86666666666666666667

Danca and Chen指出由于拉比诺维奇-法布里康特方程包含平方项，因此比较难以分析，即便选择的参数相同，但由于求解微分方程组的步骤的不同也会导致不同的吸引子。

## 数值解
利用Maple中以龙格－库塔法rkf45为核心的软件包odeplot和plot、seq可以得出拉比诺维奇-法布里康特方程的数值解的3D动画图，以便观察拉比诺维奇-法布里康特系统随参数γ和时间t的变化：
参数值：α=1.1，γ=0.803..0.917，t=0...130
初始条件：x(0)=-1,y(0)=0,z(0)=0.5
在t<20时，系统表现为自激振动，当t>20,系统进入混沌态。

### 平衡点

平衡点区域图.

拉比诺维奇-法布里康特系统具有5个双曲线平衡点，一个在原点，4个依赖于系统参数α   和γ ' ： 。
{\displaystyle {\tilde {\mathbf {x} }}_{0}=(0,0,0)}
{\displaystyle {\tilde {\mathbf {x} }}_{1,2}=\left(\pm q_{-},-{\frac {\alpha }{q_{-}}},1-\left(1-{\frac {\gamma }{\alpha }}\right)q_{-}^{2}\right)}
{\displaystyle {\tilde {\mathbf {x} }}_{3,4}=\left(\pm q_{+},-{\frac {\alpha }{q_{+}}},1-\left(1-{\frac {\gamma }{\alpha }}\right)q_{+}^{2}\right)}
其中：
{\displaystyle q_{\pm }={\sqrt {\frac {1\pm {\sqrt {1-\gamma \alpha \left(1-{\frac {3\gamma }{4\alpha }}\right)}}}{2\left(1-{\frac {3\gamma }{4\alpha }}\right)}}}}
这些平衡点只存在于参数 α and γ > 0 的一些区域。
当α=1.1,γ=0.87
代人上式可得：
1. [0,0,0]
2. [.46748585798513339859, -2.3530123557983251267, .95430463972208895291]
3. [-.46748585798513339859, -2.3530123557983251267, .95430463972208895291]
4. [1.3347123182858183570, -.82414763460993508052, .62751354209609286530]
5. [-1.3347123182858183570, -.82414763460993508052, .62751354209609286530]

### γ = 0.87, α = 1.1
当 γ = 0.87 and α = 1.1，初始条件为(−1, 0, 0.5). The 关联维数 为 2.19 ± 0.01. 李雅普诺夫指数, λ 约为 0.1981, 0, −0.6581  卡普兰 - 约克量纲, DKY ≈ 2.3010。

### γ = 0.1

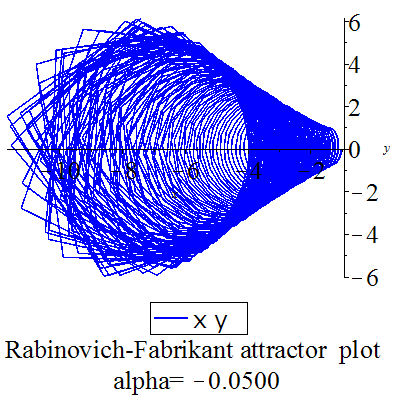
Rabinovich Fabricant xy plot alpha=-0.05

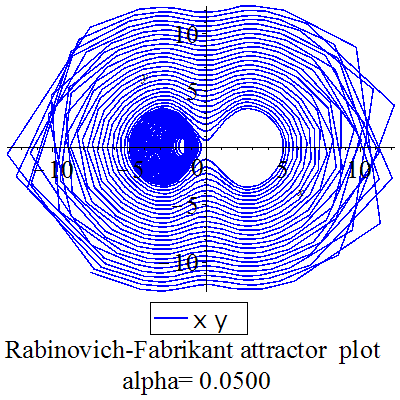
Rabinovich Fabricant xy plot alpha=0.05

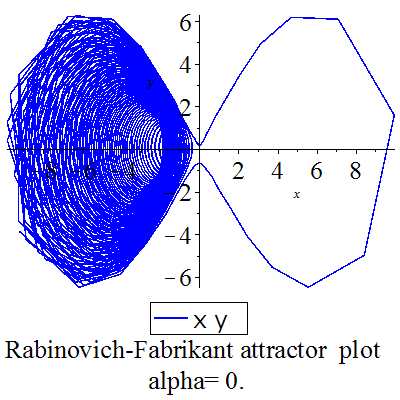
Rabinovich Fabricant xy plot alpha=0

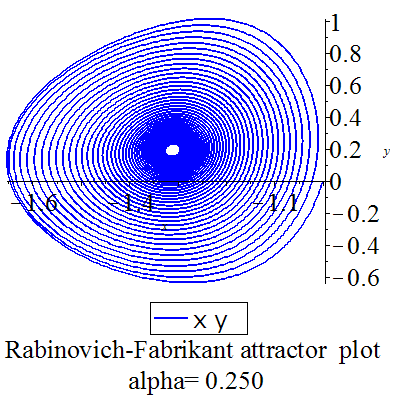
Rabinovich Fabricant xy plot alpha=0.25

Danca and Romera指出当参数 γ = 0.1、 α = 0.98时，系统进入混沌状态，当 α = 0.14时，系统进入极限环。
利用Maple中以龙格－库塔法rkf45为核心的软件包odeplot和plot、seq可以得出拉比诺维奇-法布里康特方程的数值解的3D动画图，以便观察拉比诺维奇-法布里康特系统随参数α的变化：
参数值：γ=0.14，t=0...130,
初始条件：x(0)=-1,y(0)=0,z(0)=0.5